# Llordà
Llordà és actualment un poble del terme municipal d'Isona i Conca Dellà, a la comarca del Pallars Jussà. Era antigament del terme d'Isona, i durant molts segles exercí de centre neuràlgic del terme isonenc, atesa l'estratègica situació que ocupava el seu castell, que, a més, era dels més sòlids i bells de la Conca Dellà. Darrerament ha estat restaurat i en part reconstruït, i torna a ser un espectacular punt de referència per a tota la Conca Dellà oriental. Ja des de la creació dels ajuntaments moderns (1812), apareix sempre unit a l'ajuntament d'Isona.

## Etimologia
Com la majoria dels pobles que acaben en vocal tònica, el nom de Llordà deriva del nom o apel·latiu d'un antic poblador d'època romana, que s'instal·là en aquest lloc en el moment de la romanització.
A partir d'aquesta idea comuna inicial, Coromines (op. cit.) postula dues hipòtesis plausibles: que procedeixi de luridanu, derivat de luridu (fosc), o que provingui de lauretanu, derivat de lauru (llorer).

## Descripció
El poble de Llordà és uns 3 quilòmetres a l'est-sud-est d'Isona, i és fàcilment accessible per una carretera local que hi mena des del km. 37 de la carretera C-1412, just a llevant de l'indret on hi ha les cases de Cal Carlí i Cal Cavaller. El Castell de Llordà és a quasi un quilòmetre al nord-est del poble, més enlairat, però seguint la carena on es dreça el poble mateix.

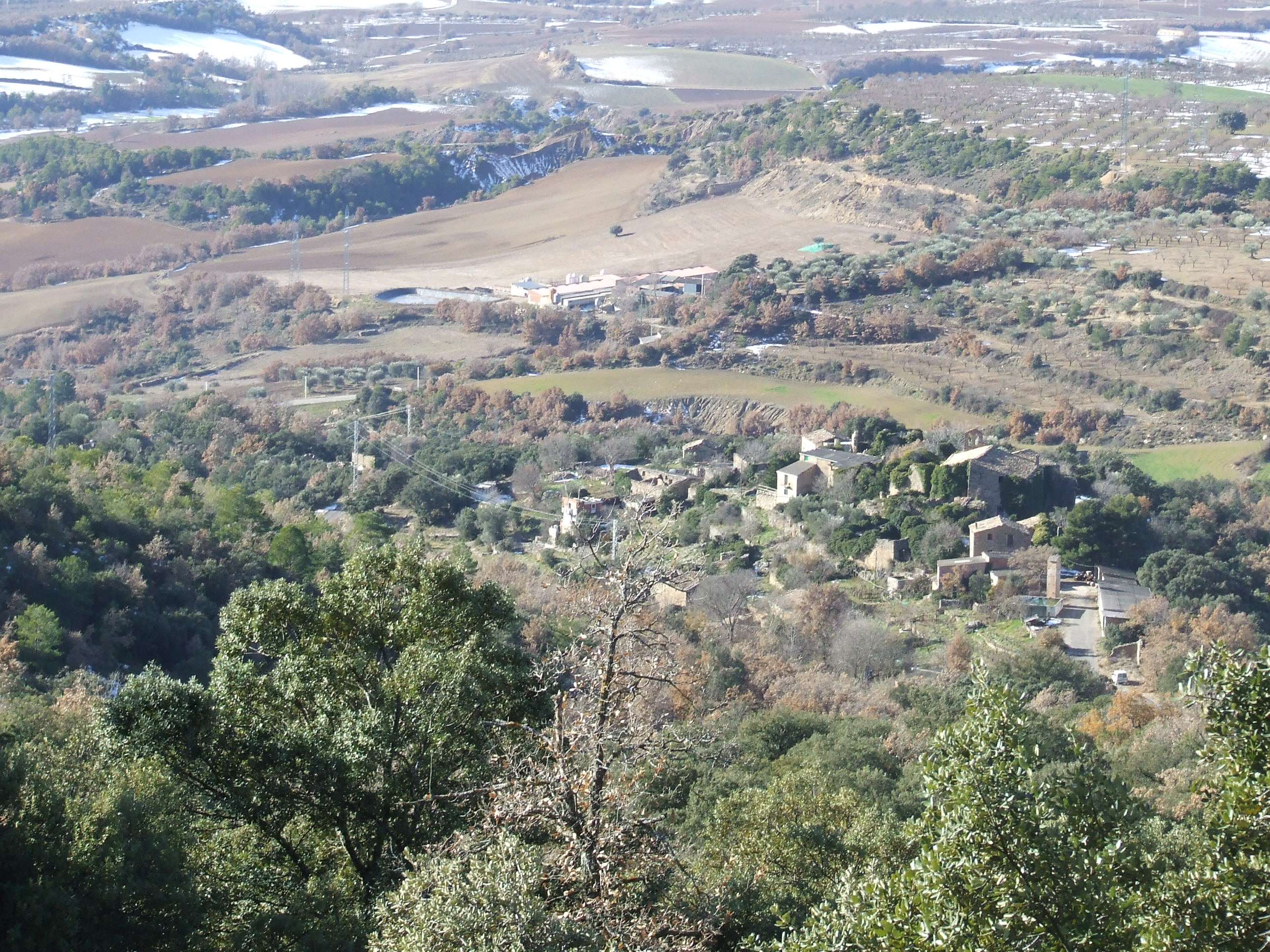
El poble de Llordà des del camí del castell

Es tracta d'un poble que mai no ha tingut gaire població, però l'estat en què es troba a principis del segle xxi és francament llastimós, llevat d'aquelles cases que han continuat habitades o arranjades com a segona residència. Pascual Madoz deia, vers 1845, que Llordà tenia 11 cases miserables i una capella dependent de la parròquia de Covet. També deia que conservava vestigis d'haver estat un poble gran, ja que s'hi veien les restes de molts edificis.
L'any 1981 tenia ja només 20 habitants, i el 2006, 13. L'època més esplendorosa havia estat al segle xiv, en què arribà a 23 focs (uns 115 habitants), però la tònica general de Llordà és que estigués al voltant d'una cinquantena d'habitants.

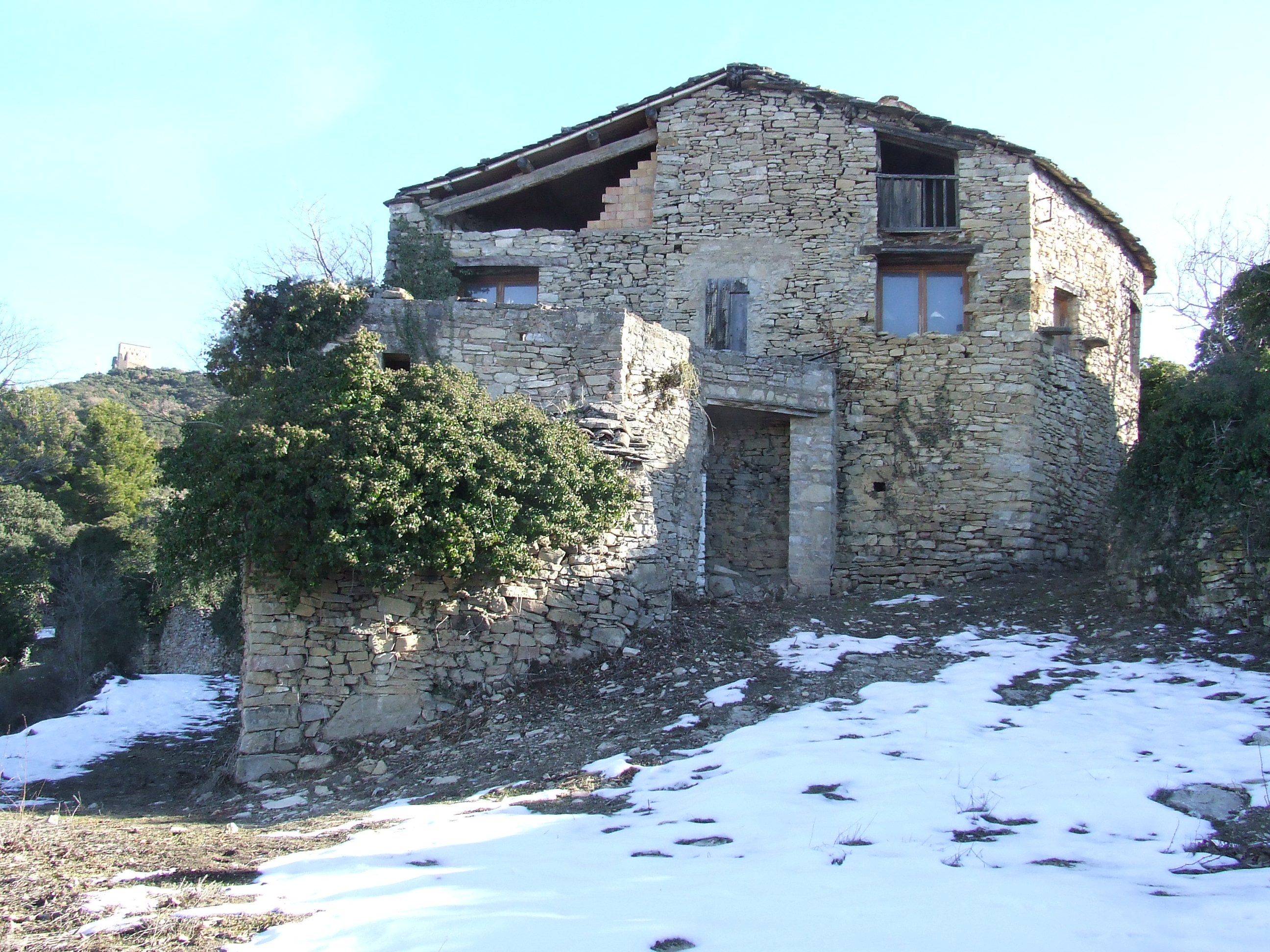
Una casa de Llordà

Dona una idea de l'important que fou a l'època medieval el poble de Llordà el fet que, a part del castell i la seva església de Sant Sadurní, hi havia al poble dues esglésies més: la parroquial de Santa Maria i la de Sant Andreu, romànica, situada a molt poca distància del poble.
L'església parroquial és dedicada a Santa Maria, i, tot i que sembla tenir elements romànics, la major part del temple actual és més tardà, a més d'haver estat refet o haver rebut modificacions tot al llarg de la història.

## Història

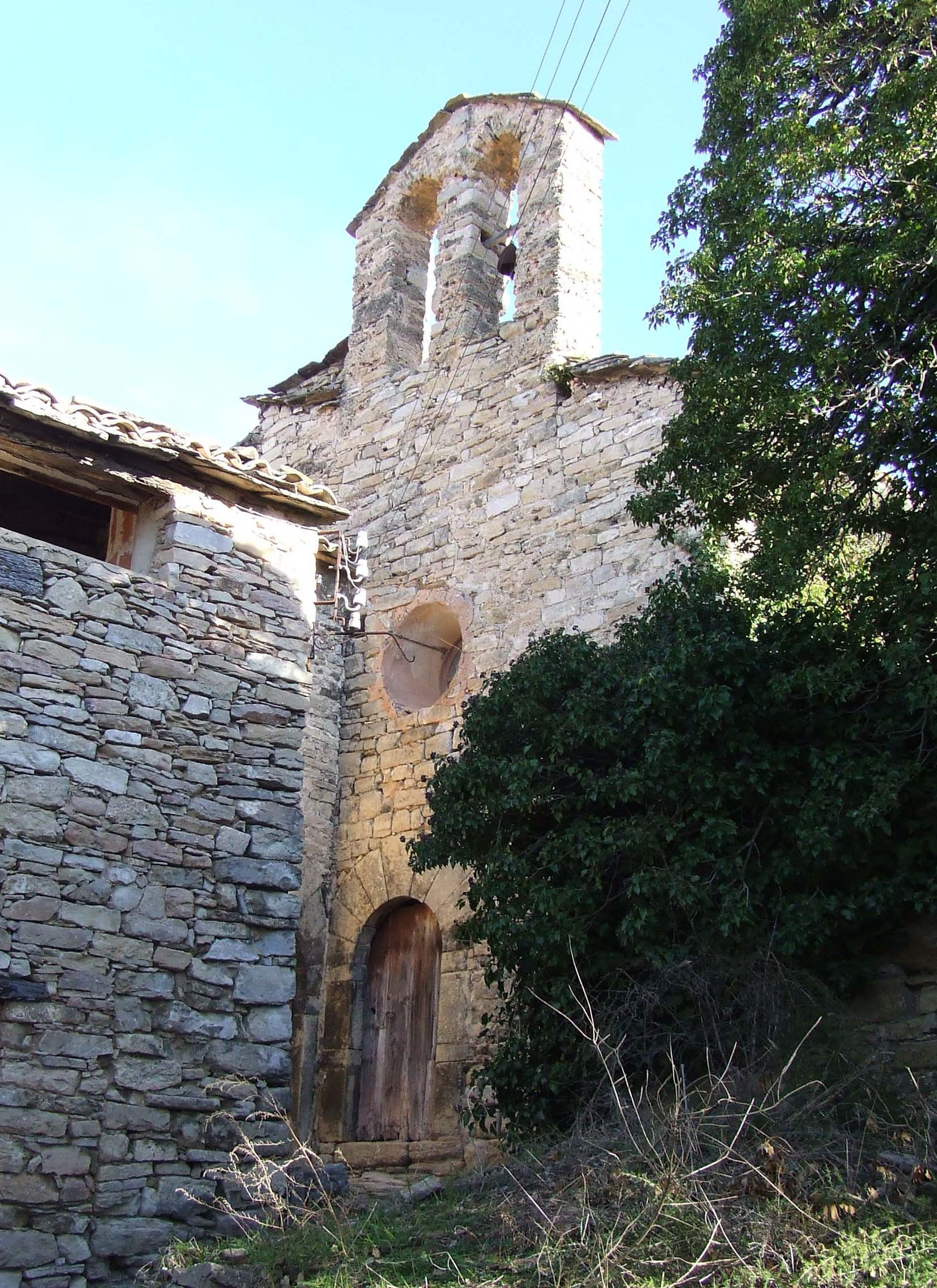
L'església parroquial de Santa Maria

La història del poble de Llordà està molt lligada a la del castell, atès que el poble es formà a partir de l'existència del castell. El poble primitiu era a redós del castell, dins del recinte més exterior dels tres de què està format. El desplaçament cap al lloc on és ara és més tardà. Amb el nou emplaçament es construí l'església de Santa Maria. El poble, amb la forma llatina tarda, baixmedieval, de Lordano està documentat des del 949.
Aquesta església, que fou parroquial, conserva un campanar d'espadanya de dos ulls. En un d'ells, que fou desposseït de la campana a la darrera guerra civil, es pot trobar un obús de morter fent de campana, igual que a la Mare de Déu de la Posa o a la capella de sant Urbà dels Obacs de Llimiana.
Llordà, grafiat Llordat, consta amb 3 focs (uns 15 habitants).
A part del castell i del poble de Llordà, en terres d'aquest poble hi ha les restes del despoblat de Llatzeret, situat en una fondalada entre el castell de Llordà i el de Biscarri.

## Serveis turístics i comunicacions
Llordà no té cap mena de servei, ni turístic ni de cap mena, sinó que utilitza els de la propera vila d'Isona.
S'accedeix al poble per una carretereta local asfaltada que surt del quilòmetre 37 de la carretera C-1412b (Ponts - Tremp), i que mena al poble en uns 2 quilòmetres.
No té cap mena de servei de transport públic, atesa la proximitat d'Isona. Només existeix el servei de transport escolar per tal de dur els nens a l'escola d'Isona (primària) o de Tremp (secundària i batxillerat).